# Spoorlijn Dublin - Galway
De Spoorlijn Dublin - Galway is de railverbinding tussen de Ierse hoofdstad Dublin en de stad Galway aan de westkust. De lijn vertrekt in Dublin vanaf Heuston en heeft in Athlone een aftakking naar Westport. Sinds 2012 is in Athenry de aansluiting naar Ennis en Limerick weer in gebruik.

## Geschiedenis
De spoorlijn van Dublin naar Galway werd oorspronkelijk aangelegd door de Midland Great Western Railway. Deze maatschappij legde de lijn aan vanaf Dublin-Broadstone via Mullingar en Athlone. De lijn werd in 1851 doorgetrokken naar Galway. De concurrerende maatschappij, de Great Southern & Western Railway, koos voor een tracé via Portarlington, maar wist niet eerder dan in 1859 Athlone te bereiken.  